# دهه ۱۲۶۰ (میلادی)
دهه ۱۲۶۰ (میلادی) صد و بیست و ششمین دهه تقویم میلادی است.

## درگذشتگان
‎